# Jagel
Jagel là một đô thị thuộc huyện Schleswig-Flensburg, trong bang Schleswig-Holstein, nước Đức. Đô thị Jagel có diện tích 11,89 km², dân số thời điểm 31 tháng 12 năm 2006 là 961 người.